# Thaya Paya
Thaya Paya ist eine Ortschaft im Departamento Cochabamba im südamerikanischen Andenstaat Bolivien.

## Lage im Nahraum
Thaya Paya liegt in der Provinz Esteban Arce und ist der fünftgrößte Ort des Cantón La Viña im Municipio Anzaldo. Die Ortschaft liegt auf einer Höhe von 2056 m am Río Quiriria direkt vor dessen Mündung in den Río Caine. Zu Thaya Paya gehört die Bildungseinrichtung „Unidad Educativa Thayapaya“.

## Geographie
Thaya Paya liegt im Übergangsbereich zwischen der Anden-Gebirgskette der Cordillera Central und dem bolivianischen Tiefland.
Die Durchschnittstemperatur der Region liegt bei gut 17 °C (siehe Klimadiagramm Poroma) und schwankt im Jahresverlauf zwischen knapp 14 °C im Juli und 19 °C von November bis Januar. Der Jahresniederschlag beträgt gut 600 mm, wobei die monatlichen Niederschläge in der halbjährigen Trockenzeit von April bis Oktober bei unter 30 mm liegen, während im Südsommer von Dezember bis Februar Monatswerte zwischen 120 und 150 mm erreicht werden.

## Verkehrsnetz
Thaya Paya liegt in einer Entfernung von 109 Straßenkilometern südöstlich von Cochabamba, der Hauptstadt des gleichnamigen Departamentos.
Von Cochabamba aus führt die asphaltierte Nationalstraße Ruta 7 in südöstlicher Richtung 18 Kilometer bis zum Staudamm von La Angostura, von dort eine Landstraße weitere 18 Kilometer nach Süden bis Tarata. Von dort aus sind es 28 Kilometer Landstraße in südöstlicher Richtung bis Anzaldo. Von Anzaldo aus folgt man der alten Landstraße Richtung Süden und erreicht über Alfamayu und Caranota die Ortschaft Thaya Paya nach 35 Kilometern, oder man folgt der neuen Ruta 4305 fünf Kilometer nach Westen und dann der Ruta 4306 30 Kilometer nach Süden. In Thaya Paya wendet sich die Ruta 4306 nach Osten und führt in östlichen und südöstlichen Richtungen über La Viña, Soico, Kaspi Corral, Sikimira, Sivingani Sud und Sotace in das 42 Kilometer entfernte Zapallar.

## Bevölkerung
Die Einwohnerzahl der Ortschaft ist in dem Jahrzehnt zwischen den beiden letzten Volkszählungen um ein Fünftel zurückgegangen:
| Jahr | Einwohner         | Quelle       |
| ---- | ----------------- | ------------ |
| 1992 | keine Detaildaten | Volkszählung |
| 2001 | 114               | Volkszählung |
| 2013 | 91                | Volkszählung |
| 2024 |                   | Volkszählung |

Die Region weist einen hohen Anteil an Quechua-Bevölkerung auf, im Municipio Anzaldo sprechen 99,2 Prozent der Bevölkerung Quechua.